# Jamie Alberts
Jamie Alberts (17 maart 1980) is een Brits voormalig professioneel wielrenner die in het verleden één seizoen uitkwam voor La Française des Jeux. Zijn belangrijkste resultaten behaalde Alberts echter bij een kleinere ploeg, zoals zijn derde plaats bij het Britse kampioenschap wielrennen op de weg voor de elite.

## Overwinningen
2004
- Les Monts Luberon-Trophée Luc Leblanc